# Semih Kaya
Semih Kaya (Distretto di Karşıyaka, 24 febbraio 1991) è un ex calciatore turco, di ruolo difensore.

## Caratteristiche tecniche
Difensore centrale alto e duro negli interventi, fa del gioco aereo una delle sue armi migliori e grazie alla sua duttilità può giocare sia centrale di difesa a tre che esterno in una difesa a quattro.

## Carriera

### Nazionale
Viene convocato per il campionato europeo del 2016 in Francia.

## Statistiche

### Presenze e reti nei club
| Stagione                | Squadra                 | Campionato              | Campionato | Campionato | Coppe nazionali | Coppe nazionali | Coppe nazionali | Coppe continentali | Coppe continentali | Coppe continentali | Altre coppe | Altre coppe | Altre coppe | Totale | Totale |
| Stagione                | Squadra                 | Comp                    | Pres       | Reti       | Comp            | Pres            | Reti            | Comp               | Pres               | Reti               | Comp        | Pres        | Reti        | Pres   | Reti   |
| ----------------------- | ----------------------- | ----------------------- | ---------- | ---------- | --------------- | --------------- | --------------- | ------------------ | ------------------ | ------------------ | ----------- | ----------- | ----------- | ------ | ------ |
| 2008-2009               | Galatasaray             | SL                      | 3          | 0          | TK              | 1               | 0               | -                  | -                  | -                  | -           | -           | -           | 4      | 0      |
| 2009-gen. 2010          | Galatasaray             | SL                      | 0          | 0          | TK              | -               | -               | -                  | -                  | -                  | -           | -           | -           | 0      | 0      |
| gen.-giu. 2010          | Gaziantepspor           | SL                      | 1          | 0          | TK              | -               | -               | -                  | -                  | -                  | -           | -           | -           | 1      | 0      |
| 2010-2011               | Kartalspor              | 1L                      | 18         | 0          | TK              | 1               | 0               | -                  | -                  | -                  | -           | -           | -           | 19     | 0      |
| 2011-2012               | Galatasaray             | SL                      | 24+6       | 1          | TK              | 1               | 0               | -                  | -                  | -                  | -           | -           | -           | 31     | 1      |
| 2012-2013               | Galatasaray             | SL                      | 25         | 0          | TK              | 0               | 0               | UCL                | 10                 | 0                  | ST          | 1           | 0           | 36     | 0      |
| 2013-2014               | Galatasaray             | SL                      | 29         | 0          | TK              | 5               | 0               | UCL                | 6                  | 0                  | ST          | 1           | 0           | 41     | 0      |
| 2014-2015               | Galatasaray             | SL                      | 19         | 0          | TK              | 6               | 0               | UCL                | 6                  | 0                  | ST          | 1           | 0           | 32     | 0      |
| 2015-2016               | Galatasaray             | SL                      | 21         | 2          | TK              | 6               | 0               | UCL+UEL            | 4+0                | 0                  | ST          | 0           | 0           | 31     | 2      |
| 2016-2017               | Galatasaray             | SL                      | 20         | 2          | TK              | 7               | 0               | -                  | -                  | -                  | -           | -           | -           | 27     | 2      |
| 2017-2018               | Sparta Praga            | 1L                      | 8          | 0          | CC              | -               | -               | UEL                | 0                  | 0                  | -           | -           | -           | 9      | 0      |
| 2018-gen. 2019          | Sparta Praga            | 1L                      | 10         | 0          | CC              | -               | -               | UEL                | 0                  | 0                  | -           | -           | -           | 12     | 0      |
| gen.-giu. 2019          | Galatasaray             | SL                      | 5          | 0          | TK              | 2               | 0               | -                  | -                  | -                  | -           | -           | -           | 7      | 0      |
| 2019-2020               | Sparta Praga            | 1L                      | 10         | 2          | CC              | 2               | 0               | -                  | -                  | -                  | -           | -           | -           | 12     | 2      |
| Totale Sparta Praga     | Totale Sparta Praga     | Totale Sparta Praga     | 28         | 2          |                 | 2               | 0               |                    | 3                  | 0                  |             |             |             | 33     | 2      |
| 2020-2021               | Yeni Malatyaspor        | SL                      | 32         | 1          | TK              | 2               | 0               | -                  | -                  | -                  | -           | -           | -           | 34     | 1      |
| 2021-feb. 2022          | Yeni Malatyaspor        | SL                      | 22         | 0          | TK              | -               | -               | -                  | -                  | -                  | -           | -           | -           | 22     | 0      |
| Totale Yeni Malatyaspor | Totale Yeni Malatyaspor | Totale Yeni Malatyaspor | 54         | 1          |                 | 2               | 0               |                    | -                  | -                  |             | -           | -           | 56     | 1      |
| feb.-giu. 2022          | Galatasaray             | SL                      | 2          | 0          | TK              | -               | -               | -                  | -                  | -                  | -           | -           | -           | 2      | 0      |
| Totale Galatasaray      | Totale Galatasaray      | Totale Galatasaray      | 154        | 5          |                 | 28              | 0               |                    | 26                 | 0                  |             | 3           | 0           | 211    | 5      |
| Totale carriera         | Totale carriera         | Totale carriera         | 249+6      | 8          |                 | 33              | 0               |                    | 29                 | 0                  |             | 3           | 0           | 320    | 8      |

### Cronologia presenze e reti in nazionale
| Cronologia completa delle presenze e delle reti in nazionale ― Turchia | Cronologia completa delle presenze e delle reti in nazionale ― Turchia | Cronologia completa delle presenze e delle reti in nazionale ― Turchia | Cronologia completa delle presenze e delle reti in nazionale ― Turchia | Cronologia completa delle presenze e delle reti in nazionale ― Turchia | Cronologia completa delle presenze e delle reti in nazionale ― Turchia | Cronologia completa delle presenze e delle reti in nazionale ― Turchia | Cronologia completa delle presenze e delle reti in nazionale ― Turchia |
| Data                                                                   | Città                                                                  | In casa                                                                | Risultato                                                              | Ospiti                                                                 | Competizione                                                           | Reti                                                                   | Note                                                                   |
| ---------------------------------------------------------------------- | ---------------------------------------------------------------------- | ---------------------------------------------------------------------- | ---------------------------------------------------------------------- | ---------------------------------------------------------------------- | ---------------------------------------------------------------------- | ---------------------------------------------------------------------- | ---------------------------------------------------------------------- |
| 29-2-2012                                                              | Bursa                                                                  | Turchia                                                                | 1 – 2                                                                  | Slovacchia                                                             | Amichevole                                                             | -                                                                      |                                                                        |
| 26-5-2012                                                              | Wals-Siezenheim                                                        | Finlandia                                                              | 3 – 2                                                                  | Turchia                                                                | Amichevole                                                             | -                                                                      |                                                                        |
| 5-6-2012                                                               | Ingolstadt                                                             | Turchia                                                                | 2 – 0                                                                  | Ucraina                                                                | Amichevole                                                             | -                                                                      | 32’                                                                    |
| 15-8-2012                                                              | Vienna                                                                 | Austria                                                                | 2 – 0                                                                  | Turchia                                                                | Amichevole                                                             | -                                                                      | 63’                                                                    |
| 7-9-2012                                                               | Amsterdam                                                              | Paesi Bassi                                                            | 2 – 0                                                                  | Turchia                                                                | Qual. Mondiali 2014                                                    | -                                                                      |                                                                        |
| 11-9-2012                                                              | Istanbul                                                               | Turchia                                                                | 3 – 0                                                                  | Estonia                                                                | Qual. Mondiali 2014                                                    | -                                                                      |                                                                        |
| 12-10-2012                                                             | Istanbul                                                               | Turchia                                                                | 0 – 1                                                                  | Romania                                                                | Qual. Mondiali 2014                                                    | -                                                                      |                                                                        |
| 14-11-2012                                                             | Istanbul                                                               | Turchia                                                                | 1 – 1                                                                  | Danimarca                                                              | Amichevole                                                             | -                                                                      |                                                                        |
| 22-3-2013                                                              | Andorra la Vella                                                       | Andorra                                                                | 0 – 2                                                                  | Turchia                                                                | Qual. Mondiali 2014                                                    | -                                                                      |                                                                        |
| 26-3-2013                                                              | Istanbul                                                               | Turchia                                                                | 1 – 1                                                                  | Ungheria                                                               | Qual. Mondiali 2014                                                    | -                                                                      |                                                                        |
| 14-8-2013                                                              | Istanbul                                                               | Turchia                                                                | 2 – 2                                                                  | Ghana                                                                  | Amichevole                                                             | -                                                                      |                                                                        |
| 6-9-2013                                                               | Kayseri                                                                | Turchia                                                                | 5 – 0                                                                  | Andorra                                                                | Qual. Mondiali 2014                                                    | -                                                                      |                                                                        |
| 10-9-2013                                                              | Bucarest                                                               | Romania                                                                | 0 – 2                                                                  | Turchia                                                                | Qual. Mondiali 2014                                                    | -                                                                      | 1’                                                                     |
| 11-10-2013                                                             | Tallinn                                                                | Estonia                                                                | 0 – 2                                                                  | Turchia                                                                | Qual. Mondiali 2014                                                    | -                                                                      |                                                                        |
| 15-10-2013                                                             | Istanbul                                                               | Turchia                                                                | 0 – 2                                                                  | Paesi Bassi                                                            | Qual. Mondiali 2014                                                    | -                                                                      |                                                                        |
| 15-11-2013                                                             | Adana                                                                  | Turchia                                                                | 1 – 0                                                                  | Irlanda del Nord                                                       | Amichevole                                                             | -                                                                      |                                                                        |
| 5-3-2014                                                               | Ankara                                                                 | Turchia                                                                | 2 – 1                                                                  | Svezia                                                                 | Amichevole                                                             | -                                                                      |                                                                        |
| 10-10-2014                                                             | Istanbul                                                               | Turchia                                                                | 1 – 2                                                                  | Rep. Ceca                                                              | Qual. Euro 2016                                                        | -                                                                      |                                                                        |
| 13-10-2014                                                             | Riga                                                                   | Lettonia                                                               | 1 – 1                                                                  | Turchia                                                                | Qual. Euro 2016                                                        | -                                                                      |                                                                        |
| 12-11-2014                                                             | Istanbul                                                               | Turchia                                                                | 0 – 4                                                                  | Brasile                                                                | Amichevole                                                             | -                                                                      |                                                                        |
| 16-11-2014                                                             | Istanbul                                                               | Turchia                                                                | 3 – 1                                                                  | Kazakistan                                                             | Qual. Euro 2016                                                        | -                                                                      |                                                                        |
| 8-6-2015                                                               | Istanbul                                                               | Turchia                                                                | 4 – 0                                                                  | Bulgaria                                                               | Amichevole                                                             | -                                                                      |                                                                        |
| 12-6-2015                                                              | Almaty                                                                 | Kazakistan                                                             | 0 – 1                                                                  | Turchia                                                                | Qual. Euro 2016                                                        | -                                                                      | 75’                                                                    |
| Totale                                                                 |                                                                        | Presenze                                                               | 23                                                                     |                                                                        | Reti                                                                   | 0                                                                      |                                                                        |

## Palmarès

### Club

#### Competizioni nazionali
- Campionato turco: 4

Galatasaray: 2011-2012, 2012-2013, 2014-2015, 2018-2019
- Supercoppa di Turchia: 3

Galatasaray: 2012, 2013, 2019
- Coppa di Turchia: 3

Galatasaray: 2013-2014, 2014-2015, 2018-2019